# Псалтырь Томича

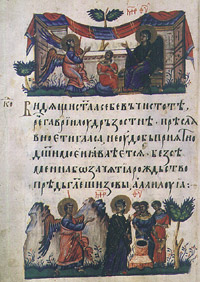
Лист из псалтыри Томича

Псалтырь Томича (болг. Томичов псалтир) — среднеболгарская иллюминированная рукопись времен царя Ивана Александра. Считается одним из наиболее значительных произведений тырновской книжной школы. 
Имена переписчика и заказчика рукописи неизвестны. Создана, предположительно, в Тырново.
Состоит из 304 бумажных листов, водяные знаки датируются приблизительно 1360 годом.
Содержит Псалтирь, девять библейских песен, евангельскую притчу о добром самаритянине и акафист Пресвятой Богородице.
Правописание следует правилам, установленным патриархом Евфимием.
Украшена 109 цветными миниатюрами, нескольким цветными заставками и множеством орнаментированных буквиц.
На полях страниц сохранились указания на греческом языке, предназначенные для художника-иллюстратора, который явно не знал болгарский.
Рукопись обнаружил в 1901 году в Македонии сербский учёный Сима Томич.
В настоящее время хранится в Государственном историческом музее в Москве, сигнатура Муз. 2752.